# Halabja
Halabja (kurdă هه‌ڵه‌بجه‎) este un oraș din Irak.